# Michael Jäger (Journalist)
Michael Jäger (* 1946) ist ein deutscher Autor und Redakteur.

## Leben
Jäger war Schüler des West-Berliner Erich-Hoepner-Gymnasiums. Als Absolvent des altsprachlichen Zugs nahm er auch an Veranstaltungen im Rahmen des musischen Zugs teil. Nach dem Abitur 1965 studierte er an der Freien Universität Berlin Politologie und Germanistik, seine Abschlussarbeit im Ersten Staatsexamen galt „Lenins Rezeption der Hegelschen Logik“. Anschließend war er zwischen 1970 und 1978 wissenschaftlicher Tutor am Psychologischen Institut der FU Berlin. Aus seiner Zuständigkeit für Wissenschafts- und Erkenntnistheorie ging die bei Klaus Holzkamp eingereichte Dissertation „Frage und Fahndung. Zur Präzisierung des Problems von Rationalität in wissenschaftlichen Revolutionen“ hervor – Promotionsabschluss 1981 –, die 1985 gekürzt, überarbeitet und ergänzt unter dem Titel „Die Methode der wissenschaftlichen Revolution“ im Argument Verlag veröffentlicht wurde.
Zwischen Ende 1978 und 1981 absolvierte Jäger, unterbrochen durch eine Pause, in der er die Dissertation zu Ende schrieb, ein Referendariat an einem Berliner Gymnasium. Danach bis zum Ende der 1980er Jahre nahm er Lehraufträge wahr, etwa an der Universität Innsbruck, wo er die Ansätze Michel Foucaults, Jean-Francois Lyotards und anderer „Neostrukturalisten“ sowie der feministischen Philosophin Luce Irigaray vorstellte. Er veröffentlichte in dieser Zeit eine Fülle von Aufsätzen zur Parteientheorie, genauer zum von ihm so genannten „Zwei-Blöcke-System“, des Systems der nach „rechts“ und „links“ unterschiedenen zwei Parteilager in den Parlamenten, das er unter dem Einfluss des italienischen Marxisten Antonio Gramsci als politische Spaltung und so als Form der Kapitalherrschaft auffasste. 1990 trat er der Redaktion der damals gegründeten Wochenzeitung Freitag bei; er gehört ihr noch heute an. Als 1992 auf Verlangen des damaligen Verlags der Posten eines Redaktionsleiters eingerichtet wurde, fiel die Wahl der Redaktion fürs erste Jahr auf ihn.
Mit dem Jahr 1990 war Jägers direktes parteipolitisches Engagement zu Ende gegangen. Er war zwischen 1970 und 1976 Mitglied der Sozialistischen Einheitspartei Westberlins (SEW). 1974 hatte er an einer zweimonatigen Schulung im Moskauer Lenin-Institut teilgenommen. 1976 schrieb er eine parteiinterne Streitschrift gegen die Strategie und das Demokratieverständnis der SEW und wurde deshalb ausgeschlossen. Zur gleichen Zeit wurde ihm wegen eines Wahlaufrufs für diese Partei die Verlängerung seines Vertrags als wissenschaftlicher Tutor verweigert, wogegen er jedoch erfolgreich klagte. In den Jahren danach gehörte er der von Christoph Kievenheim initiierten eurokommunistischen Gruppe „Arbeitskreis Westeuropäische Arbeiterbewegung“ (AWA) an. Später arbeitete Jäger, ohne Parteimitglied der Grünen zu sein, bei der Gruppe „Aufbruch 88“ um Antje Vollmer, Ralf Fücks und Lukas Beckmann mit. Für sie erstellte er die Vorlage des Aufrufs „Ökologische Konföderation beider deutscher Staaten – Gemeinsamkeit in Autonomie“ (1990), der mit den von ihm formulierten Sätzen beginnt: „Es gibt eine deutsche Nation. Die Bürger von Dresden und Rostock gehören ihr ebenso an wie die Bürger von Passau und Kiel. Diese Nation hat nicht wegen der deutschen Verbrechen von Auschwitz das Recht verwirkt, die Frage nach ihrer Staatlichkeit souverän zu beantworten. Sie darf aber nicht blind antworten, ohne Lehren aus ihrer Geschichte zu ziehen.“
Neben der halbwöchentlichen Zeitungsarbeit, wo er sich zunächst hauptsächlich der Parteienbeobachtung widmete, traten nach 1990 als Forschungsthema die Strategien zum „Verlassen der Erde“, so benannt von seiner Lebensgefährtin und Arbeitskollegin, der Germanistin Gudrun Kohn-Waechter (gestorben 2013), in den Vordergrund. Anschließend setzte er sich längere Zeit mit theologischer Literatur auseinander, weil die erforschte Figur als Säkularisierung von „Himmelfahrt“ gedeutet werden konnte. Hauptergebnis dieser Auseinandersetzung war der umfangreiche Aufsatz Geschichtsunterbrechung als theologische Kategorie (2003).
Seit 2009 arbeitet Jäger an seiner Blogserie Die Andere Gesellschaft, in der er ein Wirtschaftssystem ohne Kapitallogik, aber mit Ware-Geld-Beziehungen, also Märkten, zu entwerfen sucht, das durch allgemeine ökonomische Wahlen gesteuert würde. Durch sie würden die volkswirtschaftlichen Proportionen festgelegt, zum Beispiel das Verhältnis des motorisierten Individualverkehrs zum öffentlichen Verkehr oder des Einsatzes von regenerierbaren zu nicht regenerierbaren Stromerzeugungsquellen. Im Rahmen der Zeitungsarbeit hat sich Jäger gleichzeitig vermehrt mit musikalischen Themen befasst, so bloggt er regelmäßig zum Berliner Festival für aktuelle Musik, der MaerzMusik, und zum Berliner Musikfest im September.

## Publikationen
- Marxismus und Theorie der Parteien (mit Wieland Elfferding und Thomas Scheffler). Argument-Verlag, Berlin 1983, ISBN 3-88619-091-9.
- Die Methode der wissenschaftlichen Revolution. Argument-Verlag, Berlin 1985, ISBN 3-88619-137-0.
- Parteiensystem und Machtstruktur. In: E. Jurtschitsch, A. Rudnik, F. O. Wolf (Hrsg.): Grünes und alternatives Jahrbuch 1986/1987. Berlin 1986, ISBN 3-88290-030-X, S. 150–167.
- Das Sein der Sophisten. Subjektkonstitution durch Zerstörung des Fragespiels bei Platon. In: WO ES WAR. 3–4, 1987, ISBN 3-213-00021-3, S. 145–165.
- Das Problem der Namen bei Lyotard. In: W. Reese-Schäfer, B. H. F. Taureck (Hrsg.): Jean-Francois Lyotard. Cuxhaven 1989, ISBN 3-926848-08-1, S. 87–104.
- Probleme und Perspektiven der Berliner Republik. Westfälisches Dampfboot, Münster 1999, ISBN 3-89691-598-3.
- Das Recht auf Faulheit – Zukunft der Nichtarbeit: Beiträge eines Themenwochenendes der Volksbühne Berlin am Rosa-Luxemburg-Platz vom 18. bis 20. Mai 2001 (Edition Freitag) zusammen mit Andrea Koschwitz, Gerburg Treusch-Dieter, René Talbot, Guillaume Paoli, Knut Gerwers ISBN 3-936-25200-9
- Kapitalismus als Religion. Zur Ungleichzeitigkeit des unendlichen Strebens. In: D. Zeilinger (Hrsg.): VorSchein. Nr. 27/28 (= Jahrbuch der Ernst-Bloch-Assoziation 2006), ISBN 978-3-938286-32-6, S. 169–181.
- Wir Kleinbürger. Zur Kommunizierbarkeit eines sozialökologischen Programms in der Klassengesellschaft. In: Kommune. 4/2009, S. 69–82. ISSN 0723-7669
- Machtblock und Parteien bei Poulantzas In: A. Demirovic, S. Adolfs, S. Karakayali (Hrsg.): Das Staatsverständnis von Nicos Poulantzas. Baden-Baden 2010, ISBN 978-3-8329-3887-1, S. 241–257.
- mit Thomas Seibert: alle zusammen. jede für sich. die demokratie der plätze. eine flugschrift. VSA-Verlag, Hamburg 2012, ISBN 978-3-89965-502-5.
- Goethes ästhetische Nachhaltigkeitsformel. Eine Faust-Deutung in Auseinandersetzung mit Michael Jaeger. In: Kommune. 6/2012, S. 167–178. ISSN 0723-7669
- Gender und Parteiensystem. Links-Rechts – Das Problem der falschen Fronten. KANN-Verlag, Frankfurt am Main 2015, ISBN 978-3-943619-30-0.